# Capricorn (astrologia)

El signe astrològic de Capricorn.

Capricorn és el desè signe del zodíac el qual és travessat pel sol entre el 21 de desembre i el 19 de gener aproximadament i segons l'any. És regit pel planeta Saturn, els seus colors són el negre, el verd fosc i el marró i les pedres amb les que s'identifica són l'ònix i l'atzabeja.
Capricorn és classificat com un signe de l'element terra i de qualitat cardinal. El seu arquetip de personalitat agrupa característiques tals com do de lideratge, caràcter emprenedor i independent, ambició, tendència al pessimisme, sobrietat en gaudir de la vida, un enorme sentit de la responsabilitat social, culte del treball i l'esforç personal, entre d'altres. Per tot això es considera el signe més capacitat per a engegar projectes empresarials o obtenir alts càrrecs directius.
Es considera que s'avé molt amb els altres signes de terra (Taure i Verge) i amb els signes d'aigua exceptuant, amb matisos, amb el Cranc per ser-ne el seu oposat alhora que manté una forta incompatibilitat amb Àries i Balança. Aquest quadre de compatibilitats i incompatibilitats no reflecteix un perfil individual o lectura individual tal com s'interpreta dins de l'astrologia, sinó que reflecteix una orientació general i la referència a la compatibilitat segons el que és dictat per variables com qualitats i elements en el zodíac.